# Wilhelmine de Hesse-Cassel
Wilhelmine de Hesse-Cassel, née le 25 février 1726 à Cassel et morte le 8 octobre 1808 à Berlin, est une princesse allemande, épouse du prince Henri de Prusse (1726-1802).

## Biographie
La princesse Wilhelmine est la fille du prince Maximilien de Hesse-Cassel (1689-1753), frère du landgrave Guillaume VIII de Hesse-Cassel et du roi Frédéric Ier de Suède, et de son épouse née Frédérique-Charlotte de Hesse-Darmstadt (fille du landgrave Ernest de Hesse-Darmstadt). Elle était réputée pour sa grande beauté et son charme.
Elle épouse le 25 juin 1752 le prince Henri de Prusse (1726-1802) au château de Charlottenbourg. Frédéric le Grand donne son château de Rheinsberg aux époux, même si les différends avec son frère, mêlés de réconciliations, sont légendaires. Le couple aimera vivre à Rheinsberg et dans leur palais de Berlin. Cependant une liaison prétendue de la princesse aboutit à une séparation de fait du ménage en 1766. Elle demeure en son palais d'Unter den Linden (construit de 1748 à 1766, c'est aujourd'hui l'université Humboldt de Berlin), tandis que le prince se préoccupe d'affaires militaires, sujet de controverses avec son frère.
Lorsque Napoléon occupe Berlin en 1806, la princesse, âgée de quatre-vingts ans, est l'un des seuls membres de la famille royale à rester dans la capitale.
La princesse n'a pas eu d'enfants.